# Чекановые тиранны
Чекановые тиранны (лат.  Ochthoeca) — род воробьиных птиц из семейства Тиранновые.

## Список видов
Международный союз орнитологов относит к роду 9 видов:
- Сероспинный чекановый тиранн Ochthoeca cinnamomeiventris (Lafresnaye, 1843)
- Ochthoeca nigrita Sclater, PL & Salvin, 1871
- Ochthoeca thoracica Taczanowski, 1874
- Рыжегрудый чекановый тиранн Ochthoeca rufipectoralis (D’Orbigny et Lafresnaye, 1837)
- Буроспинный чекановый тиранн Ochthoeca fumicolor P.L.Sclater, 1856
- Ochthoeca superciliosa Sclater, PL & Salvin, 1871
- Скальный чекановый тиранн Ochthoeca oenanthoides (D’Orbigny et Lafresnaye, 1837)
- Белобровый чекановый тиранн Ochthoeca leucophrys (D’Orbigny et Lafresnaye, 1837)
- Пиурский чекановый тиранн Ochthoeca piurae Chapman, 1924

Часть видов была перенесена в род Silvicultrix
- Желтобрюхий чекановый тиранн Ochthoeca diadema (Hartlaub, 1843) → Silvicultrix diadema
- Бурошапочный чекановый тиранн Ochthoeca frontalis (Lafresnaye, 1847) → Silvicultrix frontalis
- Золотобровый чекановый тиранн Ochthoeca pulchella (P.L.Sclater et Salvin, 1876) → Silvicultrix pulchella
- Ochthoeca jelskii (Taczanowski, 1883) → Silvicultrix jelskii

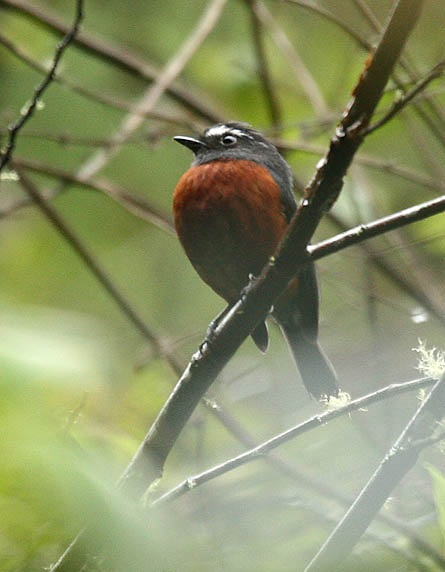
Сероспинный чекановый тиранн
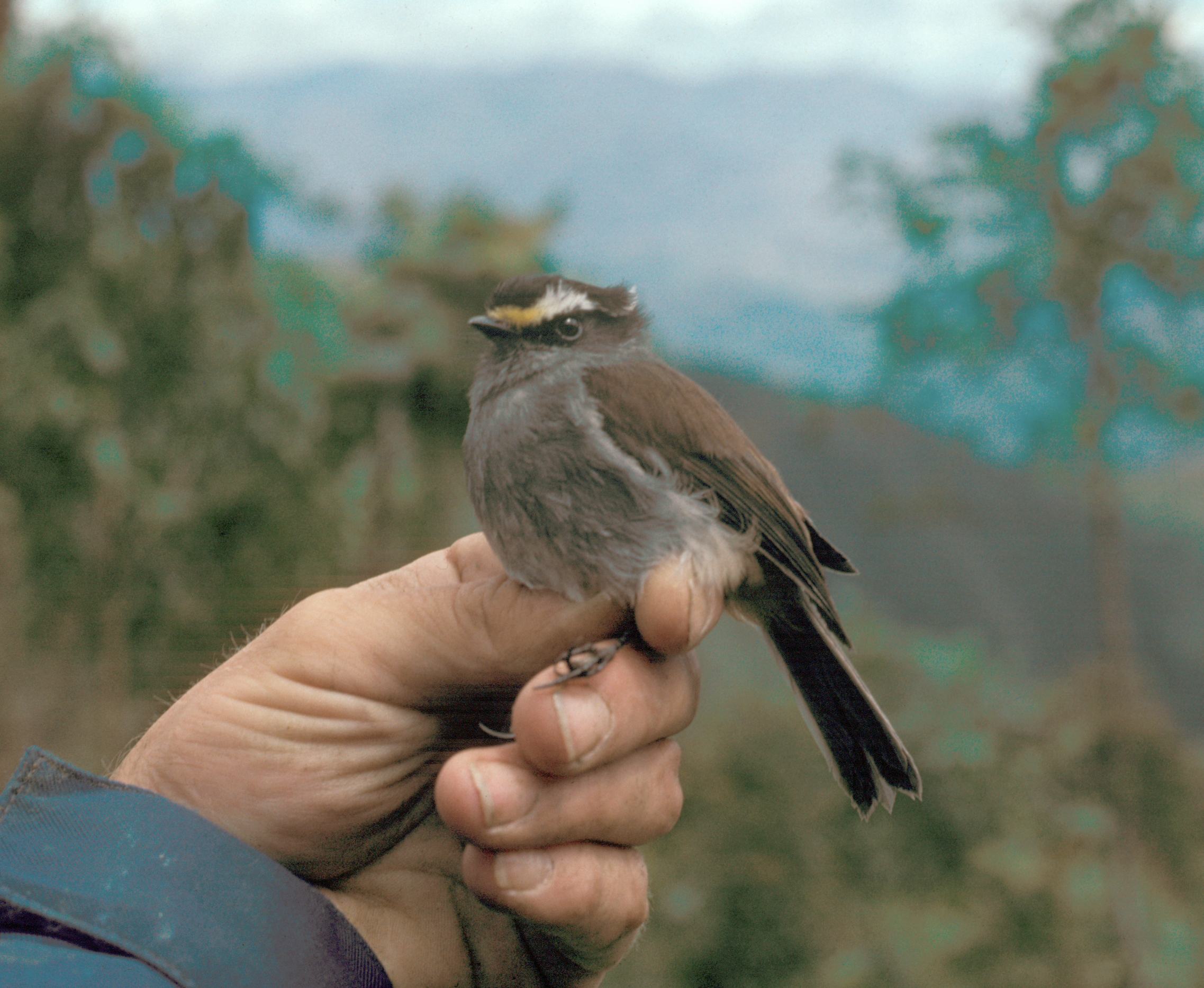
Бурошапочный чекановый тиранн